# Stroke
『Stroke』（ストローク）はScars Boroughの1作目のアルバムである。

## 概要
高橋宏貴、本郷信率いるバンドによる初のフルアルバム。KYOKO曰く、「『ベッドスプリングシンフォニー』の制作にあたって、このアルバムが誕生した」という。

## 収録曲
特記以外作詞・全作曲：本郷信
1. ベッドスプリングシンフォニー
2. Bonnie & Bonnie
作詞：KYOKO
3. 優しい雨
4. Honey Cherry Pie
5. Merry-go-round
6. pamplemousse
作詞：KYOKO
7. Fallen Star
作詞：MARCH・本郷信
8. PP
作詞：高橋宏貴
9. Sunday Morning Light
10. Naked Youth Club
作詞：KYOKO